# Nurnik (zwyczajny)
Nurnik (zwyczajny), nurnik białoskrzydły (Cepphus grylle) – gatunek średniej wielkości ptaka morskiego z rodziny alk (Alcidae).

## Występowanie
Nurnik zamieszkuje skaliste wybrzeża oceanów Arktycznego, Atlantyckiego (wliczając Morze Bałtyckie) i skrajnie północnego Spokojnego – arktyczne wyspy, północ Europy, Azji i Ameryki Północnej. W Europie gniazduje na wybrzeżach Islandii, Irlandii, Wielkiej Brytanii, Danii (i należących do niej Wysp Owczych), Norwegii, Szwecji i Rosji, skrajnie nielicznie w Estonii. Jest to ptak częściowo wędrowny. Zimę spędza często w pobliżu obszarów lęgowych, oprócz akwenów, gdzie woda zamarza. Niektóre populacje odlatują nad niemieckie wybrzeża oraz południowe części Wielkiej Brytanii, pojedyncze osobniki docierają do francuskich wybrzeży.
W Polsce regularnie, ale nielicznie zimuje na wybrzeżu. Populację zimującą w kraju w latach 2013–2018 oceniano na 20–200 osobników.

## Podgatunki
Wyróżnia się 5 podgatunków C. grylle:
- C. grylle mandtii – północno-wschodnia Kanada po Svalbard, północną Syberię i północną Alaskę
- C. grylle arcticus – północno-wschodnie USA, południowo-wschodnia Kanada i południowa Grenlandia do Wysp Brytyjskich, południowej Skandynawii i Morza Białego
- C. grylle islandicus – Islandia
- C. grylle faeroeensis – Wyspy Owcze
- C. grylle grylle – Morze Bałtyckie

## Charakterystyka

### Cechy gatunku

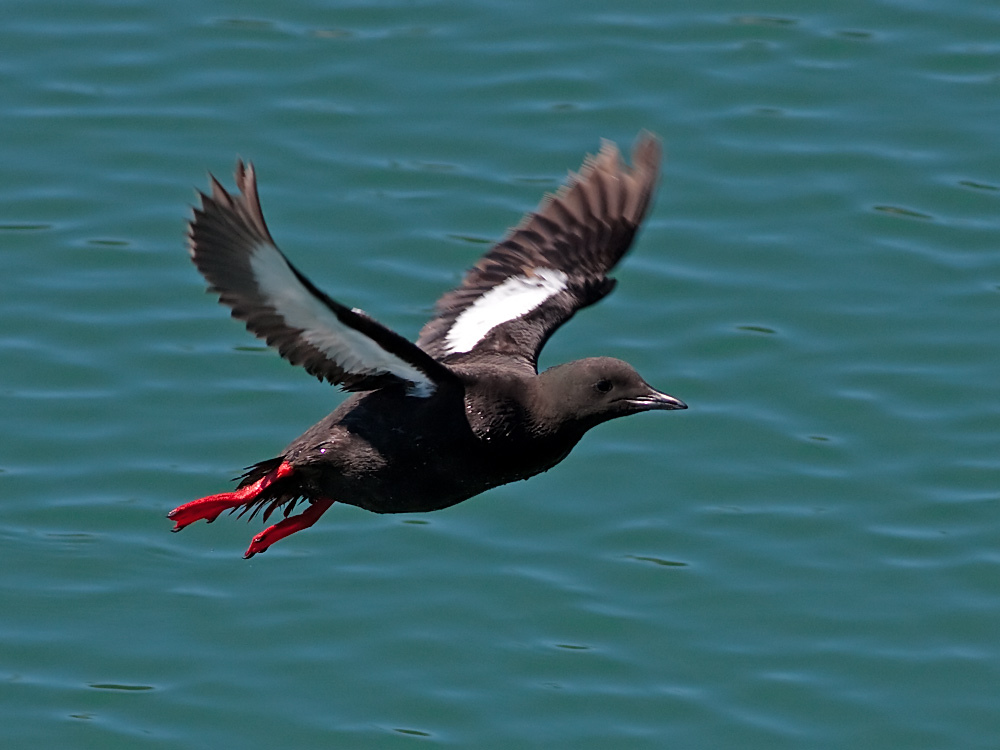
Nurnik w szacie godowej w locie

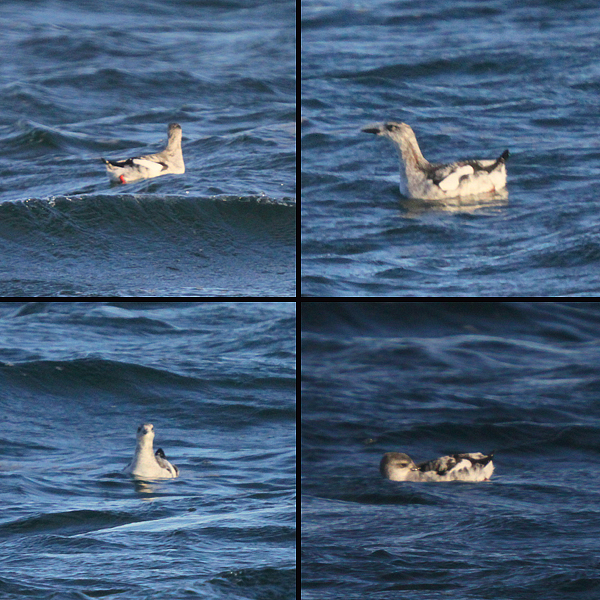
Nurnik w spoczynkowej szacie nad wybrzeżem Maine

Obie płcie są ubarwione jednakowo. W szacie godowej upierzenie czarne z wyjątkiem białych pokryw na- i podskrzydłowych, widnieją jako błyszcząca biała plama. Ubarwienie jest charakterystyczne, bo żaden inny ptak morski nie ma tak czarnego upierzenia. Dziób czarny, spiczasty, o jaskrawoczerwonym wnętrzu. Nogi również jaskrawoczerwone. Podobnie jak inne alki ma je osadzone daleko w tyle, a duże stopy mają błonę pławną. W szacie spoczynkowej upierzenie brudnobiałe, z ciemniejszym prążkowaniem na grzbiecie. Brzuchy mają białe, również tego koloru jest dobrze widoczne lusterko na skrzydłach. Od lipca do listopada wierzch ciała staje się coraz jaśniejszy, z tyłu biały z ciemnym prążkowaniem. Ogon i skrzydła pozostają czarne. Podobnie do dorosłych w szacie spoczynkowej wyglądają osobniki młodociane, ale są nieco ciemniejsze i bardziej brązowe. Pole skrzydłowe mają bardziej plamiste.

### Wymiary średnie
długość ciała: 30–32 cm
rozpiętość skrzydeł: 52–58 cm
masa ciała: 450–550 g

### Zachowanie
Nurnik jest mniej towarzyskim ptakiem niż pozostałe alki. Gdy pływa po wodzie, ma podniesioną głowę. Poza tym dobrze nurkuje. Podczas lotu, głównie nad wodą, szybko macha skrzydłami, których ciemny spód jest dobrze widoczny. Gdy lecą, słychać furkoczący ruch lotek. W powietrzu widać też na skrzydłach dobrze błyszczące lusterko. Trudno jest go zauważyć na otwartym morzu.

### Głos
Gdy wysiaduje jaja, wydaje łagodne pogwizdywania, gwiżdżące powtarzane okrzyki podobne do cykania świerszcza, a czasem słychać i trele.

## Biotop
Lęgnie się na skalistych wybrzeżach morskich (u ich podnóży) oraz wyspach, w norach i na niszach. Zajmuje też tereny nisko położone, a na ptasich wyspach zajmuje ich dolne partie. Zimuje na płytkich wodach przybrzeżnych, zwykle blisko lęgowisk, czasem w pobliżu portów rybackich.

## Okres lęgowy

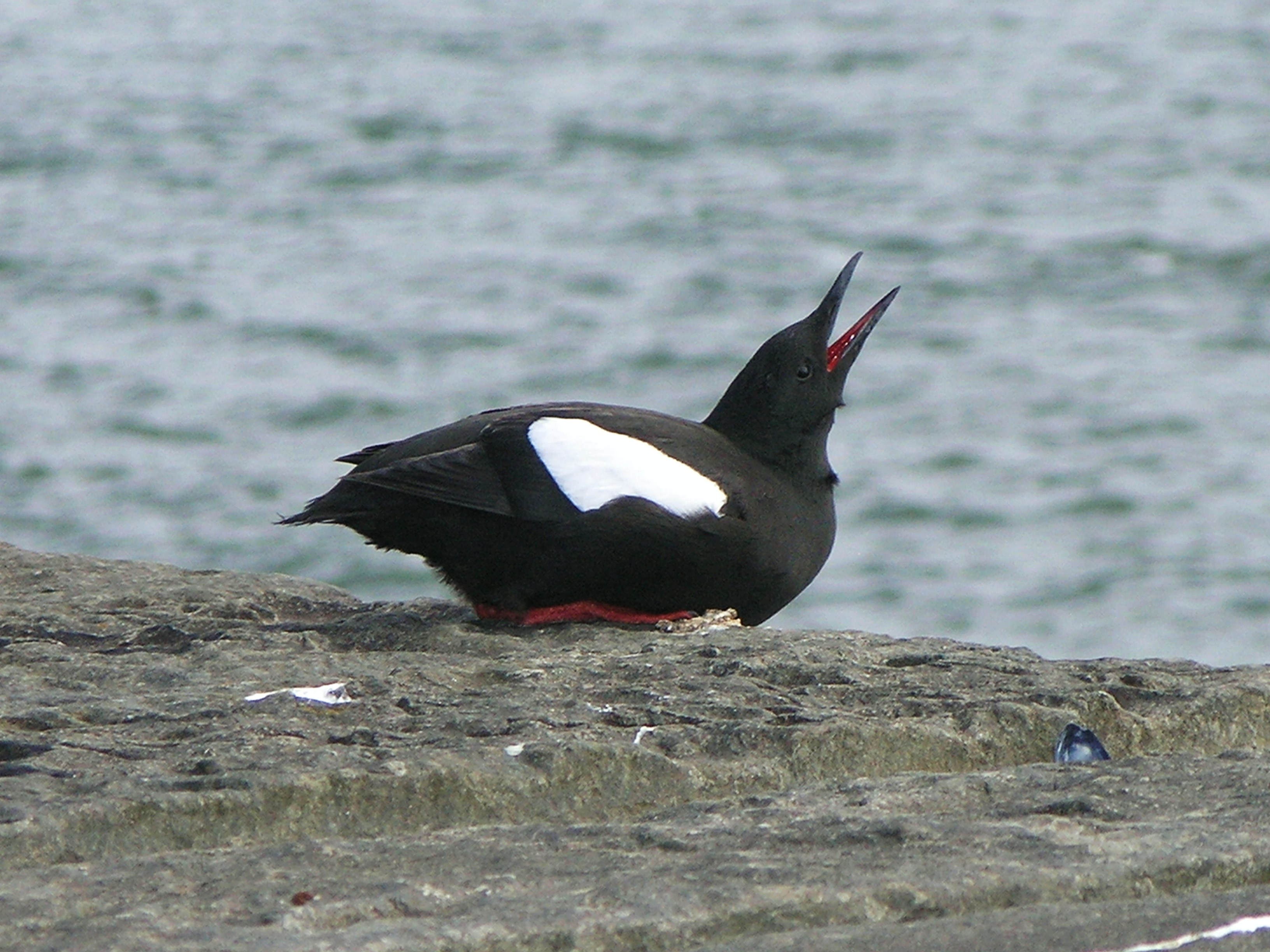
Nurnik pokazujący czerwone wnętrze dzioba

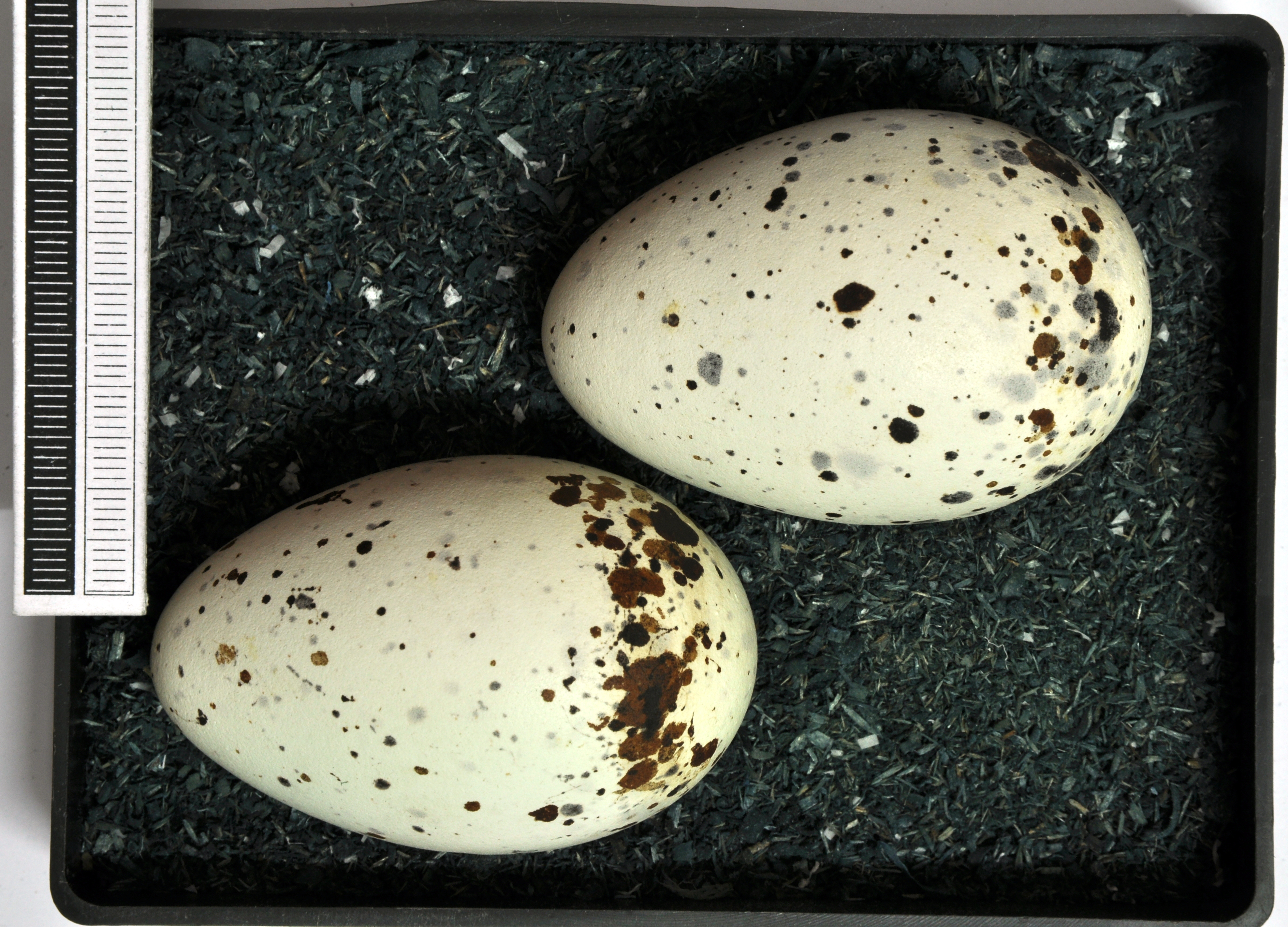
Jaja z kolekcji muzealnej

### Toki
Na lęgowiskach pojawiają się w marcu, choć zależy to od warunków pogodowych wczesnej wiosny. Zanim przystąpią do lęgów i zakładania gniazd zbierają się na morzu blisko nadbrzeżnych skał, gdzie w formie zabawy w wodzie i pod nią prezentują swe białe lusterka na skrzydłach i czerwone nogi. Samce w czasie wiosennych toków rozdziewają dziób tak szeroko, że widać ich żółtopomarańczowe gardło. Przeważnie co roku związują się z tymi samymi partnerami.

### Gniazdo
Gniazdo przeważnie lokuje na półkach skalnych. Gniazdo stanowi szczelina skalna lub jamka pod kamieniami lub skałami. Jaja jednak leżą na nagim podłożu. Jedyną wyściółką mogą być pokruszone muszelki. Przeważnie ptak ten lęgnie się w odosobnieniu lub w małych koloniach. Do wybranego miejsca gniazdowania przywiązuje się przez wiele lat.

### Jaja
W ciągu roku od połowy maja do połowy czerwca wyprowadza jeden lęg, składając 1–2 szarawe lub brunatnawe jaja w ciemne kropki, o wymiarach 59 × 40 mm. Mają stożkowaty kształt, więc tocząc się wokół swych ostrych końców, mogą utrzymać się na spadzistościach.

### Wysiadywanie i dojrzewanie
Jaja wysiadywane są przez okres 23–40 dni przez obydwoje rodziców. Po wykluciu rodzice karmią pisklęta 3–5 razy dziennie. Pisklęta są gniazdownikami, dlatego też opuszczają gniazdo dopiero po uzyskaniu samodzielności po 34–36 dniach, ześlizgując się ze skał do morza jeszcze nim wyrosną im lotki. Pierzenie następuje po 30–50 dniach. Pod koniec lipca kolonia lęgowa pustoszeje.

## Pożywienie
Głównie drobne ryby, po które nurkuje w płytkich zbiornikach przybrzeżnych, a także skorupiaki, mięczaki, robaki, owady i rośliny.

## Status i ochrona
Międzynarodowa Unia Ochrony Przyrody (IUCN) uznaje nurnika za gatunek najmniejszej troski (LC – Least Concern) nieprzerwanie od 1988 roku. Liczebność światowej populacji, wstępnie obliczona w oparciu o szacunki organizacji BirdLife International dla Europy z 2015 roku, mieści się w przedziale 0,4–1,5 miliona dorosłych osobników. Ogólny trend liczebności populacji nie jest znany; w Ameryce Północnej liczebność tego ptaka rośnie, a w Europie spada.
W Polsce podlega ścisłej ochronie gatunkowej.